# Казарян, Вартан Мартунович
Вартан (Вардан) Мартунович Казарян (арм. Վարդան Մարտուն Ղազարյան; 1 декабря 1969) — советский, армянский и ливанский футболист, нападающий, тренер. Выступал за сборную Ливана.

## Биография
Начал взрослую карьеру в 1989 году в клубе второй лиги СССР «Спартак» (Октемберян). В 1990 году перешёл в «Капан» (через год переименован в «Сюник»), игравший во второй низшей лиге, становился лучшим снайпером своего клуба в 1990 году (17 голов) и 1991 году (38 голов). В 1991 году вместе с «Сюником» стал победителем зонального турнира второй низшей лиги. В 1992 году играл за «Сюник» в высшей лиге Армении, клуб занял шестое место, а футболист стал лучшим снайпером клуба и 16-м бомбардиром лиги с 20 голами.
В 1992 году перешёл в ливанский клуб «Оменетмен» (Бейрут), представлявший местную армянскую диаспору. Первый гол в чемпионате Ливана забил 23 января 1993 года в воротка клуба «Тадамон». В январе 1996 года признан лучшим игроком месяца Азиатской футбольной конфедерации. В составе «Оменетмена» выступал в течение семи лет, затем перешёл в «Хекмех» (также известный как «Сажесс») и с этим клубом стал вице-чемпионом Ливана в сезоне 2001/02. Затем вернулся в «Оменетмен», а в 2005 году снова вернулся в «Хекмех». Последний гол в высшем дивизионе забил 16 ноября 2008 года в ворота «Тадамона». Завершил карьеру в 2009 году в возрасте 39 лет.
Согласно ряду источников, является лучшим бомбардиром чемпионатов Ливана за всю историю со 129 забитыми мячами. Другие источники не учитывают сезон 2000/01, приостановленный футбольными властями и доигранный вопреки их решению, в том сезоне Казарян забил 12 голов. По их мнению, на счету Казаряна 117 голов и он занимает второе место в списке бомбардиров после Фади Аллуша (120).
В 1994 году получил гражданство Ливана через натурализацию и был приглашён в сборную страны. Дебютный матч за сборную сыграл 6 декабря 1995 года против сборной клубов Словакии. Первый гол забил в своём третьем матче, 16 января 1996 года против Кипра, принеся своей команде победу 1:0. Всего в 1995—2001 годах провёл за сборную 66 матчей и забил 21 гол, часть из этих матчей были сыграны против не первых сборных. 4 гола забил в отборочных турнирах чемпионата мира, 3 — в отборочных турнирах Кубка Азии и 14 — в товарищеских встречах. Участник финального турнира Кубка Азии 2000 года (2 матча). В нескольких играх был капитаном команды. До 2023 года был рекордсменом сборной по числу голов, позже его результат побил Хассан Маатук.
После окончания игровой карьеры ненадолго возвращался в Армению. С 2013 года работал ассистентом главного тренера ливанского клуба «Триполи», а в 2017 году был его главным тренером. В июле 2021 года был назначен главным тренером клуба «Саджес», за который ранее выступал как игрок.

## Достижения
- Вице-чемпион Ливана: 2000/01 (неофициальный сезон), 2001/02
- Третий призёр чемпионата Ливана: 1994/95, 1996/97
- Победитель второго дивизиона Ливана: 2002/03
- Победитель второй низшей лиги СССР: 1991 (2-я зона, Армянская ССР)
- Игрок месяца в Азии: январь 1996
- Лучший игрок чемпионата Ливана: 1996/97[12]
- Включён в символическую сборную чемпионата Ливана: 1996/97[13], 1999/00[14]
- Включён в символическую сборную Ливана за всё время по версии IFFHS[15]